# جيمس فرين
جيمس دومينيك فرين (بالإنجليزية: James Frain)‏ ممثل إنجليزي.

## نشأته
ولدت فرين في ليدز، ويست ريدنج أوف يوركشاير، وترعرعت في ستانستيد ماونتفيتشيت، إسكس، الأكبر من ثمانية أطفال من أم معلمة وأب يعمل في البورصة., تلقى جيمس تعليمه في مدرسة فري نيوبورت النحوية، ودرس اللغة الإنجليزية، والسينما والدراما في جامعة إيست أنجليا، وتدرب كممثل في المدرسة الملكية المركزية للخطابة والدراما في لندن.

## روابط خارجية
- جيمس فرين على موقع IMDb (الإنجليزية)
- جيمس فرين على موقع روتن توميتوز (الإنجليزية)
- جيمس فرين على موقع ألو سيني (الفرنسية)
- جيمس فرين على موقع ميوزك برينز (الإنجليزية)
- جيمس فرين على موقع تيرنر كلاسيك موفيز (الإنجليزية)
- جيمس فرين على موقع أول موفي (الإنجليزية)
- جيمس فرين على موقع قاعدة بيانات برودواي على الإنترنت (الإنجليزية)
- جيمس فرين على موقع قاعدة بيانات الأفلام السويدية (السويدية)
- جيمس فرين على موقع إن إن دي بي (الإنجليزية)
- جيمس فرين على موقع قاعدة بيانات الفيلم (الإنجليزية)